# 牽弘
牽弘（3世紀—271年），安平觀津縣人，魏國將領牽招的次子、牽嘉的弟弟。

## 生平
史稱剛毅有父風，擔任魏隴西郡太守，參加魏滅蜀之戰，受鄧艾調遣。蜀漢滅亡為蜀郡太守，期间对原郡功曹杜轸護舊主的言论感到钦佩。鄧艾死後，咸熙年間牽弘被任命為振威護軍。西晉時任揚州刺史。
270年正月，吳國大將丁奉領兵至渦口，被他給擊走。當時的大將軍陳騫都督揚州諸軍事，牽弘不聽從陳騫的命令。雙方互相對晉武帝司馬炎打小報告，陳騫向司馬炎說：「胡烈、牽弘都是勇而無謀，剛愎自用，不是安定邊疆的人材，將成為國家的恥辱。願陛下考慮清楚。」司馬炎便把他徵調為涼州刺史。陳騫暗自歎息，認為牽弘必敗。果然在271年四月，北地郡的禿髮鮮卑首領禿髮樹機能攻擊金城郡，涼州刺史牽弘出兵討伐，因為勇而無謀，招致羌戎反叛，圍攻牽弘於青山，牽弘兵敗被殺。史稱「以果烈死事於邊」（《魏志·牽招傳》引王隱《晉書》）。

#### 其他文獻
- 陳壽，《三國志·魏志·牽招傳》
- 房玄齡，《晉書·陳騫傳》
- 司馬光，《資治通鑑》，卷78〈魏紀十〉、卷79〈晉紀一〉